# Llengües cèltiques insulars
Les llengües cèltiques insulars són aquelles llengües de la branca cèltica que es van desenvolupar a les Illes Britàniques i a la Bretanya. A diferència de les llengües cèltiques continentals d'Europa i Anatòlia totes les llengües cèltiques que sobreviuen actualment són del grup celta insular; les continentals es van extingir després del procés de romanització.
Tot i que hi ha dades d'aquestes llengües que provenen de fonts clàssiques, principalment en inscripcions en alfabet llatí i en ogham des de finals del segle VIII fins al IV aC i en topònims, és a través de manuscrits en irlandès antic, des de finals del segle vii, i més tard en llengües britòniques, d'on prové gran part de les fonts d'informació respecte a la branca cèltica insular. Les sis llengües d'aquest grup que sobreviuen actualment es poden dividir entre:
- Les llengües goidèliques: gaèlic irlandès (gaeilge), gaèlic manx (gaelg) i gaèlic escocès (gàidhlig).
- Les llengües britòniques: bretó (brezhoneg), còrnic (kernowek) i gal·lès (cymraeg); i una altra llengua o dialecte, el cúmbric, extingit entre els segles xii i xiii.

## Classificació

### Cèltic insular com a grup filogenètic
La “hipòtesi de les llengües cèltiques insulars” és una teoria que proposa l'evolució conjunta de les llengües britòniques i goidèliques en aquestes illes a partir d'un ancestre comú més recent que no pas amb les llengües cèltiques continentals, com el celtibèric, el gal, el gàlata i el lepòntic, entre d'altres, les quals ja portaven segles extingides.
Els defensors d'aquesta hipòtesi (com Cowgill 1975; McCone 1991, 1992; i Schrijver 1995) senyalen innovacions compartides entre totes les llengües cèltiques insulars, incloent els pronoms preposicionals (o declinació de proposicions), l'ús compartit d'algunes partícules verbals, l'ordre dels elements de l'oració en VSO (verb-subjecte-objecte), i la diferenciació entre les formes dependents i independents del verb, molt comunes en irlandès antic i, en menor grau, en el gal·lès medieval.
Aquests autors expliquen que la base principal de les llengües britòniques i el gal (cèltic-P) per un costat, i les llengües goidèliques i el celtibèric (cèltic-Q) per un altre costat, és bastant superficial (per exemple, es deu al fenomen de contacte lingüístic). Així, el canvi fonètic (/kʷ/ a /p/) es podria haver produït independentment en els predecessors del gal i de la branca britònica, i després s'hauria pogut estendre entre aquests dos grups lingüístics a través del contacte lingüístic.
D'aquesta manera, l'arbre de la família lingüística de la branca cèltica insular és la següent:
- Cèltic insular

- Goidèlic

- Irlandès primitiu (segles V-VII), ancestre de:

- Irlandès antic (segle viii), ancestre de:

- Irlandès mitjà, ancestre de:

- Gaèlic irlandès (Irlanda; actualment, llengua oficial de la república irlandesa)
- Gaèlic escocès (Escòcia; actualment, llengua oficial a Escòcia)
- Gaèlic manx (Illa de Man; extingit el 1974, però revitalitzat posteriorment)

- Britònic

- Picte (probablement)
- Britó

- Cúmbric (extingit)
- Gal·lès antic (segles IX-XI), ancestre de

- Gal·lès mitjà (segles XII-XIV), ancestre de:

- Gal·lès modern (segles XIV-XVI), que deriva en:
- Gal·lès actual (des del segle xvi)

- Britònic sud-occidental, ancestre de:

- Bretó (Bretanya)
- Còrnic (Cornualla; extingit el segle xviii, però revitalitzat a partir de 1904)

La taula següent enumera els elements compartits en el pas del protocèltic */kʷ/ a /p/ en gal i les llengües britòniques (cèltic-P), i en /k/ en les llengües goidèliques (cèltic-Q).
| Protocèltic | Gal    | Gal·lès | Còrnic | Bretó | Irlandès primitiu | Irlandès antic | Gaèlic escocès | Gaèlic manx | Anglès |
| ----------- | ------ | ------- | ------ | ----- | ----------------- | -------------- | -------------- | ----------- | ------ |
| *kʷennos    | pennos | pen     | penn   | penn  | qennos            | ceann          | ceann          | kione       | "head" |
| *kʷetwar-   | petor  | pedwar  | peswar | pevar | *qetwar-          | ceathair       | ceithir        | kiare       | "four" |
| *kʷenkʷe    | pempe  | pump    | pymp   | pemp  | *qenqe            | cúig           | còig           | queig       | "five" |
| *kʷeis      | pis    | pwy     | piw    | piv   | *qeis             | cé (older cia) | cò/cia         | quoi        | "who"  |

Una diferència important entre les llengües goidèliques i les britòniques és la transformació de *an o am en una vocal desnasalitzada amb allargament fònic (é) abans d'una vocal oclusiva o fricativa originalment sorda. Exemple:
- Irlandès antic: éc “mort”, écath “esquer”, dét “dent”, cét “cent”; vs
- Gal·lès: angau, angad, dant i cant.

Fora d'això:
- La nasal es manté abans d'una vocal, les aproximants [j] i [w], la nasal [m] i un so líquid, com [l]:

- Antic irlandès ben “dona” (< *benā)
- Antic irlandès gainethar “ell/ella neix” (< *gan- je-tor)
- Antic irlandès ainb “ignorant” (< *anwiss)

- La nasal es converteix en [en] abans d'una altra [n]:

- Irlandès antic benn “cim” (< *banno) (vs. gal·lès bann)
- Irlandès mitjà ro-geinn “troba un lloc” (< *ganne) (vs. gal·lès gannaf)

- La nasal es converteix en [in] o [im] abans d'una oclusiva sonora.

- Irlandès antic imb “mantega” (vs. bretó aman(en)n, còrnic amanyn)
- Irlandès antic ingen "ungla" (vs. gal·lès antic eguin)
- Irlandès antic tengae "llengua" (vs. gal·lès tafod)
- Irlandès antic ing "estret" (vs. gal·lès mitjà eh-ang "ample")

### Cèltic insular com a àrea lingüística
Per tal de mostrar que les característiques compartides entre aquestes llengües provenen d'un mateix ancestre comú cal que no es presentin a raó del contacte lingüístic després de la separació inicial. Una àrea lingüística es pot donar a partir d'un bilingüisme generalitzat, potser per exogàmia, i l'absència de divisions sociolingüístiques brusques. Sembla que en la Britànnia postromana hi va haver un estatus de la llengua aproximadament equitatiu, amb molts préstecs lingüístics entre les branques goidèlica i britònica. Hi ha proves històriques de la presència de l'irlandès antic en territori que actualment és Gal·les i Anglaterra, de la mateixa manera que hi ha proves de llengües britòniques a Irlanda, en aquest període. A més, també hi ha proves arqueològiques de multitud de contactes entre Britànnia i Irlanda en temps preromans i durant la invasió romana.
Ranko Matasović ha donat una llista de canvis que van afectar les dues branques del cèltic insular però de la qual no hi ha proves que poguessin estar datades en un suposat període cèltic protoinsular. Aquests canvis són:
- Canvis fonològics

- La lenició de vocals oclusives sordes
- Ascendent / Efecte “i”
- Descendent / Efecte “a”
- Apòcope: supressió d'un so al final d'una paraula
- Síncope: supressió d'algun so dins d'una paraula

- Canvis morfològics

- Creació de preposicions declinades
- Pèrdua de flexió de cas en els pronoms personals
- Creació d'un grau equitatiu
- Creació del temps imperfet
- Creació del mode condicional

- Canvis morfosintàctics

- Enfortiment del sistema d'ordre dels elements de l'oració en VSO
- Creació d'articles definits preposats
- Creació de partícules que expressen l'afirmació o la negació de l'oració
- Creació de construccions perifràstiques
- Creació de marcadors d'objecte
- Ús de nombres ordinals en el sentit de “un de”

## Història i desenvolupament
Les llengües de la branca goidèlica (el gaèlic irlandès, el gaèlic escocès i el gaèlic manx), per un costat, s'anomenen també cèltic-Q (insular), mentre que les llengües britòniques (el gal·lès, el bretó i el còrnic) reben el nom de cèltic-P (insular).
Aquesta distinció prové del canvi fonològic que es va produir en el conjunt /ku/ en l'antiga llengua indoeuropea. Mentre que les llengües goidèliques van mantenir aquest so, es creu que cap a l'any 500 va ser reemplaçat pel so /k/, sempre escrit "c" en gaèlic. D'altra banda, les llengües britòniques o cèltic-P van reemplaçar ràpidament el so velar per un d'oclusiu bilabial sord /p/. Així, per exemple, es pot observar l'oposició entre aquests dos sons en el cas de “cap”: cenn en irlandès antic (ceann, en gaèlic escocès actual), però pen en gal·lès.
La distinció entre el grup cèltic-Q i cèltic-P també s'observa en les llengües cèltiques continentals, on el galaic era una llengua clarament del grup Q, mentre que el gal era una llengua pertanyent al grup P.
La hipòtesi més estesa entre els acadèmics és que, en algun moment del 500 aC, grups de la branca de cèltic-P van portar aquesta llengua des del continent europeu fins a Britànnia, mentre que grups cèltics de la branca cèltic-Q, de qui descendeixen els gaèlics, van arribar a Irlanda i s'hi van expandir. Tot i així, el més probable és que parlants de cèltic-P van arribar a Irlanda i, possiblement, aquesta llengua es va desenvolupar adoptant la forma de cèltic-Q en aquesta illa, en comptes de ser descendent d'alguna llengua del grup Q importada des del continent. No obstant això, no hi ha proves històriques, ni lingüístiques ni arqueològiques que puguin demostrar aquestes hipòtesis.

## Verbs absolutius i conjuntius
El verb cèltic insular mostra una característica peculiar desconeguda en qualsevol altra llengua indoeuropea documentada: els verbs tenen diferents formes de conjugació depenent de si apareixen en posició inicial absolutiva en les oracions (en l'ordre dels elements de l'oració VSO; verb-subjecte-objecte) o si estan precedits per una partícula preverbal. La situació està molt més documentada en irlandès antic, però encara es manté en cert grau en el gaèlic escocès i alguns elements condueixen a la seva presència en el gal·lès mitjà.
Les formes que apareixen en la posició inicial de la frase s'anomenen absolutives, mentre que aquelles que apareixen després d'una partícula s'anomenen conjuntives (formes verbals dependents i independents). El paradigma del present d'indicatiu en la veu activa del verb beirid “portar” en irlandès antic és com segueix; les formes conjuntives s'il·lustren amb la partícula ní “no”.
| Persones gramaticals | Forma verbal absolutiva      | Forma verbal conjuntiva           |
| -------------------- | ---------------------------- | --------------------------------- |
| 1a persona singular  | biru "(jo) porto"            | ní biur "(jo) no porto"           |
| 2a persona singular  | biri "(tu) portes"           | ní bir "(tu) no portes"           |
| 3a persona singular  | beirid "(ell/a) porta"       | ní beir "(ell/a) no porta"        |
| 1a persona plural    | bermai "(nosaltres) portem"  | ní beram "(nosaltres) no portem"  |
| 2a persona plural    | beirthe "(vosaltres) porteu" | ní beirid "(vosaltres) no porteu" |
| 3a persona plural    | berait "(ells/es) porten"    | ní berat "(ells/es) no porten"    |

En gaèlic escocès, aquesta distinció encara es troba en algunes formes verbals: 
| Forma verbal absolutiva                | Forma verbal conjuntiva                     |
| -------------------------------------- | ------------------------------------------- |
| cuiridh "(ell/a) posa/posarà"          | cha chuir "(ell/a) no posa/posarà"          |
| òlaidh "(ell/a) beu/beurà"             | chan òl "(ell/a) no beu/beurà"              |
| ceannaichidh "(ell/a) compra/comprarà" | cha cheannaich "/ell/a) no compra/comprarà" |

En gal·lès mitjà, la distinció és més clara en proverbis que segueixen la fórmula “ocorre X, no ocorre Y” (Evans 1964: 119):
- Pereid y rycheu, ny phara a'e goreu "Els sols duren, qui els va fer no (dura)"
- Trenghit golut, ny threingk molut "La salut pereix, la fam no (pereix)”
- Tyuit maban, ny thyf y gadachan "Un nen creix, la roba que el bolca no (creix)"
- Chwaryit mab noeth, ny chware mab newynawc "Un noi despullat juga, un noi afamat no (juga)"

Una anàlisi més antiga de la distinció, com va demostrar Thurneysen (1946, 360 ff.), sosté que els finals absolutius deriven dels “finals primaris” en proto-indoeuropeu (utilitzat en els temps de present i de futur), mentre que els finals conjuntius deriven dels “finals secundaris” (utilitzats en els temps de passat). Per tant, la forma absolutiva en irlandès antic beirid “ell/a porta” es pensava que provenia de *bʰereti (compareu la forma en sànscrit bharati “ell/a porta”), mentre que la forma conjuntiva beir es pensava que provenia de la forma *bʰeret (compareu la forma en sànscrit a-bharat “ell/a està portant”).
No obstant això, actualment molts celticistes reconeixen que Cowgill (1975), seguint una idea ja present en Pedersen (1913, 340 ff.), va trobar la solució correcta a l'origen de la distinció entre formes absolutives i conjuntives: una partícula enclítica, reconstruïda *es, després de consonants, i *s després de vocals, s'esdevé en segona posició en l'oració. Si la primera paraula en la frase era una altra partícula, *(e)s s'hi observa després i, per tant, abans del verb, però si el verb era la primera paraula en l'oració, *(e)s s'hi trobava en forma clítica. Sota aquesta teoria, doncs, la forma absolutiva beirid en irlandès antic prové del proto-celta *bereti-s, mentre que la forma conjuntiva ní beir prové de la forma *nī-s bereti.
La identitat de la partícula *(e)s, però, encara és incerta. Cowgill suggereix que podria tractar-se d'una forma semànticament degradada de *esti “és”, mentre que Scrijver (1994) ha argumentat que deriva de la partícula *eti “i aleshores”, que s'observa en gal.
Les llengües cèltiques continentals no poden mostrar si tenien cap distinció entre formes verbals absolutives i conjuntives perquè es troben totes extingides. Tanmateix, sembla que seguien un ordre dels elements basats en els models SVO i SOV, com en altres llengües indoeuropees. La distinció entre formes verbals absolutives i conjuntives deu ser, doncs, un element de l'ordre VSO dels elements que presenten les llengües cèltiques insulars.